# Chant XX du Paradis
Le Chant XX du Paradis est le vingtième chant du Paradis de la Divine Comédie du poète florentin Dante Alighieri. Il se déroule dans le ciel de Jupiter où résident les esprits justes ; nous sommes dans l'après-midi du 14 avril 1300 ou du 31 mars 1300.

## Thèmes et contenus

### Chant des Esprits Justes: versets 1-15
De même que le soleil quitte le ciel sombre au coucher du soleil, mais illumine à nouveau la nuit en reflétant sa lumière dans les étoiles, de même l'Aigle, ayant terminé le discours du Chant précédent, reprend son chant à travers les innombrables lumières des âmes des justes dans le ciel de Jupiter, chants si doux que Dante ne peut s'en souvenir, mais dans lesquels brûle l'amour de Dieu.

### L'Œil de l'Aigle: versets 16-78
Après quoi l'Aigle reprend la parole, attirant l'attention de l'auteur sur son propre œil, formé par six âmes qui sont présentées. La pupille est formée par David, roi d'Israël et « chantre du Saint-Esprit » (psalmiste), qui a transféré l'Arche d'Alliance à Jérusalem. Parmi les cinq qui forment les cils de l'aigle, celui qui est le plus proche du bec est l'empereur Trajan, qui a rendu justice à une veuve dont le fils avait été tué (comme le raconte un exemple d'humilité dans le Chant X du Purgatoire), et qui sait ce qu'il en coûte de ne pas suivre le Christ, ayant fait l'expérience des deux au-delà (les limbes de l'enfer et le paradis) ; suivi par Ézéchias, roi de Judée, qui a obtenu de Dieu un report de quinze ans de sa mort pour faire pénitence de ses péchés. Il y a ensuite l'empereur Constantin, qui fut la cause involontaire de la ruine du monde, bien que mû par d'excellentes intentions, ayant livré Rome au pape Sylvestre Ier et transféré la capitale de l'Empire à Constantinople ; suivi de Guillaume II de Sicile, pleuré par les pays qui souffrent de leurs rois actuels (les Pouilles sous Charles II d'Anjou et la Sicile sous Frédéric II d'Aragon) et enfin Riphée, un Troyen qui apparaît dans l'Énéide comme iustissimus unus, « le plus juste de tous ».

### Le Salut de Riphée et de Trajan: versets 79-129
Après l'énumération des justes, des doutes surgissent en Dante que, bien qu'il sache qu'ils sont clairement visibles pour les bienheureux, il s'empresse d'exprimer, ce qui fait que l'Aigle s'illumine de joie au plaisir de lui répondre. Il demande comment il est possible que les deux âmes de Riphée et de Trajan, qui étaient païens, soient au Paradis. L'Aigle répond alors qu'ils ne sont pas morts, comme il le croit, païens, mais chrétiens, ayant cru l'un au Christ à venir et l'autre au Christ qui était venu. Il dédie ensuite quatre tercets à chacun d'entre eux :
Trajan revint de l'enfer grâce aux prières ferventes de saint Grégoire le Grand, qui obtint de Dieu qu'il ressuscite pour un court moment, et pendant ce temps, il fut tellement enflammé par l'amour divin qu'il mérita la félicité de la seconde mort.
Riphée a mis tout son amour dans la justice, à tel point que Dieu l'a éclairé de sa Grâce, lui accordant la connaissance de la Rédemption future ; de sorte qu'il n'a plus supporté le paganisme et a été baptisé, mille ans avant que le baptême ne soit institué, par les trois vertus théologales (Foi, Espérance, Charité).

### Prédestination: versets 130-148
L'Aigle fait ensuite l'apologie de la prédestination, inconnue des hommes, sur la base de laquelle il avertit les mortels de ne pas juger hâtivement, car même les bienheureux ne savent pas encore qui sont tous les élus. Tandis que l'Aigle parle, les deux âmes de Trajan et de Riphée accompagnent ses paroles du scintillement de leurs « lumières bénies ».

## Analyse
Dans la deuxième partie de l'hymne, une question théologique brûlante est abordée, celle de la prédestination : l'Aigle commence son explication en énonçant un concept général, à savoir qu'un amour intense et une espérance vive peuvent faire violence au Royaume des Cieux et le vaincre, mais non pas comme un homme en vainc habituellement un autre, mais parce qu'il est celui qui veut être vaincu, et qu'il est donc en fin de compte le véritable vainqueur dans sa bienveillance (versets 94-99)
Ce concept se fonde sur les Évangiles de Matthieu et de Luc, et sur l'autorité des grands Pères : saint Paul affirme en effet que Dieu désire le salut pour tous les hommes, s'ils le désirent et font le nécessaire pour s'approcher de Lui ; tandis que saint Thomas cite de nombreux païens auxquels le Christ a été révélé. D'autres exemples comme ceux cités dans ce chant se retrouvent dans la Divine Comédie, ce qui confirme la recommandation faite aux hommes de ne pas juger selon la logique humaine : dans sa justice impénétrable et sa miséricorde infinie, Dieu a en effet permis que Caton, gardien du purgatoire, soit sauvé même s'il s'est suicidé, et que Manfred, excommunié par le pape et que nous trouvons plutôt dans l'antipurgatoire, soit prêt à entamer son propre parcours d'expiation : ces deux personnages verront le salut le jour du Jugement dernier.
Dans le salut de Riphée, donc, un personnage marginal dans l'Énéide et récupéré ici par Dante comme un héros obscur, un symbole exemplaire des voies mystérieuses et imprévisibles dans lesquelles la Grâce opère dans le choix de ses élus, on peut lire aussi une position littéraire de l'auteur, qui exprime la possibilité de racheter la valeur morale du classicisme, une expérience humaine et littéraire fondamentale pour Dante, qui ne prend pas par hasard comme guide, moral et littéraire, son plus grand représentant Virgile.